# Pholcus chattoni
Pholcus chattoni is een spinnensoort uit de familie trilspinnen (Pholcidae). De soort komt voor in Guinee en Ivoorkust.